# Замок Ньютаун

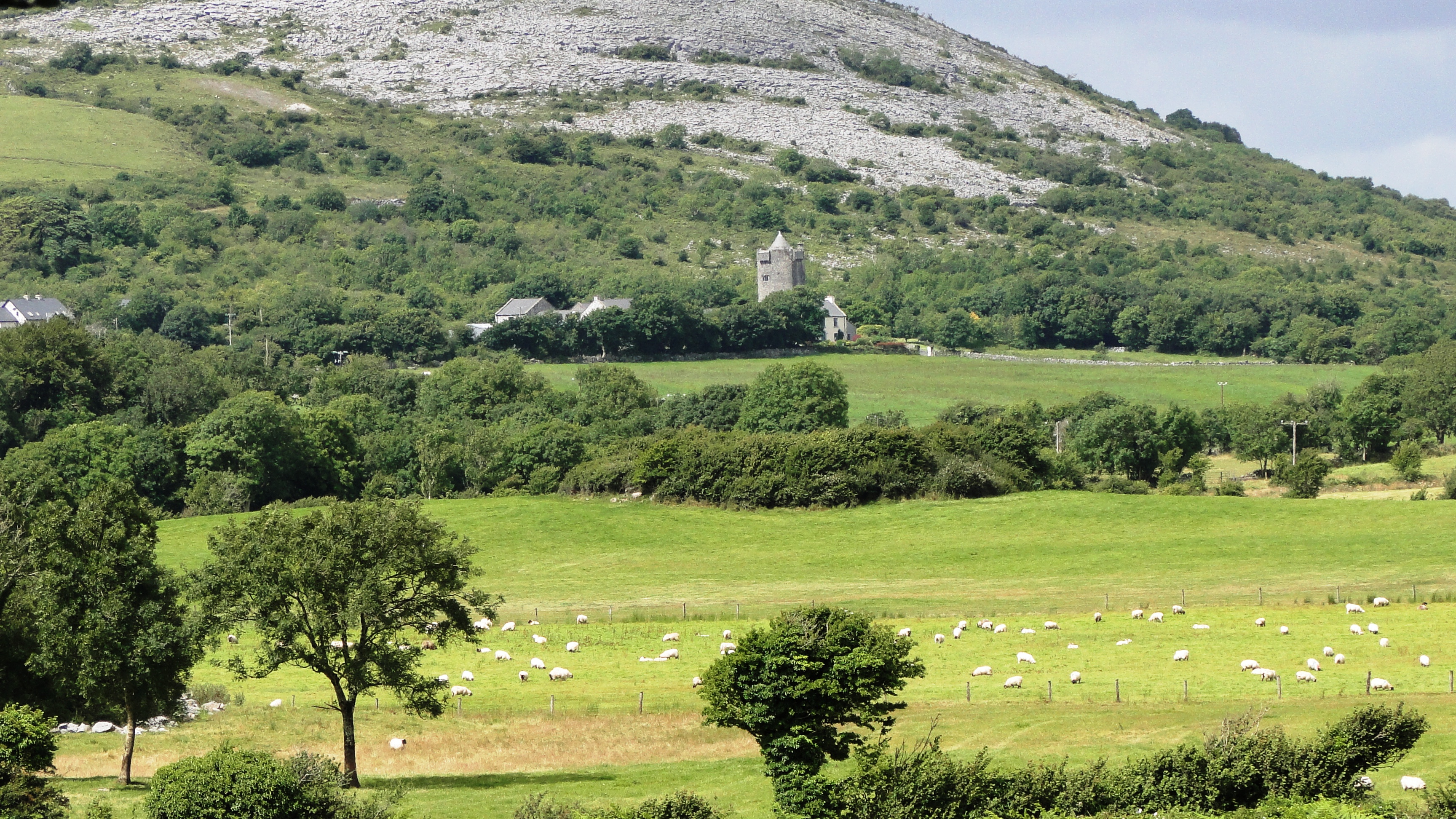
Вид на замок Ньюкастл з замку Ан Рах.

Замок Ньютаун (англ. Newtown Castle) — один із замків Ірландії, розташований в графстві Клер біля селища Баллівоган, у приході Драмкрігі, в географічній області Буррен — карстового плато. Замок побудований в XVI столітті, належав клану О'Браєн, баштового типу, унікальний для замків Ірландії того часу — башта циліндричної форми, але підіймається з квадратної пірамідальної основи. Нині цей замок належить «Коледжу мистецтв Буррен».

## Історія замку Ньютаун
Замок Ньютаун був побудований біля 1550 році ірландським кланом О'Браєн. У 1641 році згідно з історичними документами замок належав Доно О'Браєну. За підтримку повстання за незалежність Ірландії замок був конфіскований урядом Англії після придушення повстання. Потім замок перейшов у власність ірландського клану О'Лохлайнн (О'Логлен), що був найсильнішим кланом цих місць на той час. На картах і в картографічних довідниках 1839 року зазначалось, що в замку Ньютаун живе Чарльз О'Логлен і зазначалось, що замок у хорошому стані. Чарльз О'Логлен ввійшов в історію як «король Буррен».
У 1848 році замком володів маркіз Бекінгем. Він збанкрутував і продав всі свої володіння та замки. Маєтки маркіза Бекінгем тільки в графстві Клер були площею понад 7000 акрів. Баронство Буррен було продане за 30 000 фунтів стерлінгів. Його купив Річард Семуель Гіннес, що мав агентом по нерухомості полковника Генрі Вайта. У 1850 році біля замку стояла ще одна будівля, споруджена в 1820 році, в якій жив парафіяльний священник — преподобний Х'ю Б. Ховлетт.
Наприкінці ХІХ століття в замку жив Пітер О'Логлен. Він ввійшов в історію як «принц Буррен». Під час реконструкції замку були проведені розкопки, виявлено залишки селища XVI—XVII століття. Є припущення, що назва Ньютаун стосується селища, що виросло біля замку в той час, а не замку.

## Особливості архітектури
Замок Ньоютаун являє собою циліндричну вежу, що нетипово для Ірландії. В Ірландії понад 3000 замків баштового типу і з низ тільки 30 круглі (але не овальні). Крім того, замок Ньюкастл має пірамідальну основу, що не зустрічається більше ніде в Ірландії. Вежа має чотири верхніх поверхи. Між поверхами кам'яні склепіння.
Замок був відреставрований в 1993—1994 роках і використовується з того часу коледжем мистецтв Буррен, який відкрив у 1994 році президент Мері Робінсон. Крім того, в замку проводяться весілля та конференції. Замок відкритий для відвідування туристами в будні дні.